# Nam Tề thư
| Nhị thập tứ sử | Nhị thập tứ sử | Nhị thập tứ sử              | Nhị thập tứ sử |
| -------------- | -------------- | --------------------------- | -------------- |
| STT            | Tên sách       | Tác giả                     | Số quyển       |
| 1              | Sử ký          | Tư Mã Thiên                 | 130            |
| 2              | Hán thư        | Ban Cố                      | 100            |
| 3              | Hậu Hán thư    | Phạm Diệp                   | 120            |
| 4              | Tam quốc chí   | Trần Thọ                    | 65             |
| 5              | Tấn thư        | Phòng Huyền Linh (chủ biên) | 130            |
| 6              | Tống thư       | Thẩm Ước                    | 100            |
| 7              | Nam Tề thư     | Tiêu Tử Hiển                | 59             |
| 8              | Lương thư      | Diêu Tư Liêm                | 56             |
| 9              | Trần thư       | Diêu Tư Liêm                | 36             |
| 10             | Ngụy thư       | Ngụy Thâu                   | 114            |
| 11             | Bắc Tề thư     | Lý Bách Dược                | 50             |
| 12             | Chu thư        | Lệnh Hồ Đức Phân (chủ biên) | 50             |
| 13             | Tùy thư        | Ngụy Trưng (chủ biên)       | 85             |
| 14             | Nam sử         | Lý Diên Thọ                 | 80             |
| 15             | Bắc sử         | Lý Diên Thọ                 | 100            |
| 16             | Cựu Đường thư  | Lưu Hú (chủ biên)           | 200            |
| 17             | Tân Đường thư  | Âu Dương Tu, Tống Kỳ        | 225            |
| 18             | Cựu Ngũ Đại sử | Tiết Cư Chính (chủ biên)    | 150            |
| 19             | Tân Ngũ Đại sử | Âu Dương Tu (chủ biên)      | 74             |
| 20             | Tống sử        | Thoát Thoát (chủ biên)      | 496            |
| 21             | Liêu sử        | Thoát Thoát (chủ biên)      | 116            |
| 22             | Kim sử         | Thoát Thoát (chủ biên)      | 135            |
| 23             | Nguyên sử      | Tống Liêm (chủ biên)        | 210            |
| 24             | Minh sử        | Trương Đình Ngọc (chủ biên) | 332            |
| -              | Tân Nguyên sử  | Kha Thiệu Mân (chủ biên)    | 257            |
| -              | Thanh sử cảo   | Triệu Nhĩ Tốn (chủ biên)    | 529            |

Nam Tề thư (chữ Hán giản thể: 南齐书; phồn thể: 南齊書) là một sách lịch sử theo thể kỷ truyện trong 24 sách lịch sử Trung Quốc (Nhị thập tứ sử) do Tiêu Tử Hiển đời Lương viết và biên soạn, tên nguyên gốc là Tề thư, đến thời Tống, để phân biệt với Bắc Tề thư của Lý Bách Dược nên đổi tên thành Nam Tề thư.
Tổng cộng có 60 quyển, bao gồm Tự tự (lời nói đầu của tác giả) 1 quyển, Bản kỷ 8 quyển, Chí 11 quyển, Liệt truyện 40 quyển, phần Tự tự hiện đã mất nên sách chỉ còn lại 59 quyển, sách ghi chép lịch sử hưng thịnh và suy vong của nhà Nam Tề thời Nam Bắc Triều từ khi Tề Cao Đế kiến quốc năm 479 đến khi Tề Hòa Đế mất năm 502, ngoài ra trong "Ngụy Lỗ truyện" còn đề cập đến Bắc Triều.

## Mục lục

### Bản kỷ
- Quyển 1 - Cao Đế thượng
- Quyển 2 - Cao Đế hạ
- Quyển 3 - Vũ Đế
- Quyển 4 - Uất Lâm Vương
- Quyển 5 - Hải Lăng Vương
- Quyển 6 - Minh Đế
- Quyển 7 - Đông Hôn Hầu
- Quyển 8 - Hòa Đế

### Chí
- Quyển 9: Chí đệ nhất - Lễ thượng
- Quyển 10: Chí đệ nhị - Lễ hạ
- Quyển 11: Chí đệ tam - Nhạc
- Quyển 12: Chí đệ tứ - Thiên văn thượng
- Quyển 13: Chí đệ ngũ - Thiên văn hạ
- Quyển 14: Chí đệ lục - Châu quận thượng
- Quyển 15: Chí đệ thất - Châu quận hạ
- Quyển 16: Chí đệ bát - Bách quan
- Quyển 17: Chí đệ cửu - Dư phục
- Quyển 18: Chí đệ thập - Tường thụy
- Quyển 19: Chí đệ thập nhất - Ngũ hành

### Quyển - Liệt truyện
- Quyển 20 Quyển - Liệt truyện 1 Hoàng hậu truyện - Tuyên Hiếu hoàng hậu Trần Đạo Chính (Đạo Chỉ), Cao Chiêu hoàng hậu Lưu Trí Dung, Vũ Mục hoàng hậu Bùi Huệ Chiêu, Văn An hoàng hậu Vương Bảo Minh, Uất Lâm Vương phi Hà Tịnh Anh, Hải Lăng Vương phi Vương Thiều Minh, Minh Kính hoàng hậu Lưu Huệ Đoan, Đông Hôn hoàng hậu Trử Lệnh Cừ, Hòa Đế hoàng hậu Vương Thuấn Hoa
- Quyển 21 -Quyển - Liệt truyện 2 - Văn Huệ Thái tử truyện
- Quyển 22 -Quyển - Liệt truyện 3 - Dự Chương Văn Hiến Vương truyện
- Quyển 23 -Quyển - Liệt truyện 4 - Chử Uyên, Vương Kiệm truyện
- Quyển 24 -Quyển - Liệt truyện 5 - Liễu Thế Long, Trương Hoàn truyện
- Quyển 25 -Quyển - Liệt truyện 6 - Viên Sùng Tổ, Trương Kính Nhi truyện
- Quyển 26 - Liệt truyện 7 - Vương Kính Tắc, Trần Hiển Đạt truyện
- Quyển 27 - Liệt truyện 8 - Lưu Hoài Trân, Lý An Dân, Vương Huyền Tải truyện
- Quyển 28 - Liệt truyện 9 - Thôi Tổ Tư, Lưu Thiện Minh, Tô Khản, Viên Vinh Tổ truyện
- Quyển 29 - Liệt truyện 10 - Lữ An Quốc, Chu Sơn Đồ, Chu Bàn Long, Vương Quảng Chi truyện
- Quyển 30 - Liệt truyện 11 - Tiết Uyên, Đái Tăng Tĩnh, Hoàn Khang, Tiêu Độ, Tào Hổ truyện
- Quyển 31 - Liệt truyện 12 - Giang Mật, Tuân Bá Ngọc truyện
- Quyển 32 - Liệt truyện 13 - Vương Côn, Trương Đại, Chử Huyễn, Hà Tập, Vương Duyên Chi, Nguyễn Thao truyện
- Quyển 33 - Liệt truyện 14 - Vương Tăng Kiền, Trương Tự truyện
- Quyển 34 - Liệt truyện 15 - Ngu Ngoạn Chi, Lưu Hu, Thẩm Xung, Dữu Cảo Chi, Vương Kham truyện
- Quyển 35 - Liệt truyện 16 Cao Tổ thập nhị vương truyện - Lâm Xuyên Hiến Vương Ánh, Trường Sa Uy Vương Hoảng, Vũ Lăng Chiêu Vương Tất, An Thành Cung Vương Cảo, Bà Dương Vương Thương, Quế Dương Vương Thước, Thủy Hưng Giản Vương Giám, Giang Hạ Vương Phong, Nam Bình Vương Duệ, Nghi Đô Vương Khanh, Tấn Hy Vương Cầu, Hà Đông Vương Huyễn
- Quyển 36 - Liệt truyện 17 - Tạ Siêu Tông, Lưu Tường truyện
- Quyển 37 - Liệt truyện 18 - Đáo Huy, Lưu Thuân, Ngu Tông, Hồ Hài Chi truyện
- Quyển 38 - Liệt truyện 19 - Tiêu Cảnh Tiên, Tiêu Xích Phủ truyện
- Quyển 39 - Liệt truyện 20 - Lưu Hoàn, Lục Trừng truyện
- Quyển 40 - Liệt truyện 21 Vũ thập thất vương truyện - Cánh Lăng Văn Tuyên Vương Tử Lương, Lưu Lăng Vương Tử Khanh, Ngư Phục Hầu Tử Hưởng, An Lục Vương Tử Kính, Tấn An Vương Tử Mậu, Tùy Quận Vương Tử Long, Kiến An Vương Tử Chân, Tây Dương Vương Tử Minh, Nam Hải Vương Tử Hãn, Ba Lăng Vương Tử Luân, Thiệu Lăng Vương Tử Trinh, Lâm Hạ Vương Tử Nhạc, Tây Dương Vương Tử Văn, Hành Dương Vương Tử Tuấn, Nam Khang Vương Tử Lâm, Tương Đông Vương Tử Kiến, Nam Quận Vương Tử Hạ
- Quyển 41 - Liệt truyện 22 - Trương Dung, Chu Ngung truyện
- Quyển 42 - Liệt truyện 23 - Vương Án, Tiêu Kham, Tiêu Thản Chi, Giang Thạch truyện
- Quyển 43 - Liệt truyện 24 - Vương Tư Viễn truyện
- Quyển 44 - Liệt truyện 25 - Từ Hiếu Tự, Thẩm Văn Quý truyện
- Quyển 45 - Liệt truyện 26 Tông thất truyện - Hành Dương Nguyên Vương Đạo Độ, Thủy An Trinh Vương Đạo Sinh, An Lục Chiêu Vương Miễn
- Quyển 46 - Liệt truyện 27 - Vương Tú Chi, Vương Từ, Sái Ước, Lục Tuệ Hiểu, Tiêu Huệ Cơ truyện
- Quyển 47 - Liệt truyện 28 - Vương Dung, Tạ Thiểm truyện
- Quyển 48 - Liệt truyện 29 - Viên Thoán, Khổng Trĩ Khuê, Lưu Hội truyện
- Quyển 49 - Liệt truyện 30 - Vương Hoán, Trương Xung truyện
- Quyển 50 - Liệt truyện 31 Văn nhị vương, Minh thất vương truyện - Ba Lăng Vương Chiêu Tú, Quế Dương Vương Chiêu Xán, Ba Lăng Ẩn Vương Bảo Nghĩa, Giang Hạ Vương Bảo Huyền, Lư Lăng Vương Bảo Nguyên, Bà Dương Vương Bảo Di, Thiệu Lăng Vương Bảo Du, Tấn Hy Vương Bảo Tung, Quế Dương Vương Bảo Trinh
- Quyển 51 - Liệt truyện 32 - Bùi Thúc Nghiệp, Thôi Tuệ Cảnh, Trương Hân Thái truyện
- Quyển 52 - Liệt truyện 33 Văn học truyện - Khâu Linh Cúc, Đàn Siêu, Biện Bân, Khâu Cự Nguyên, Vương Trí Thâm, Lục Quyết, Thôi Úy Tổ, Vương Thuân Chi, Tổ Xung Chi, Giả Uyên
- Quyển 53 - Liệt truyện 34 Lương chính - Phó Diễm, Ngu Nguyện, Lưu Hoài Úy, Bùi Chiêu Minh, Thẩm Hiến, Lý Khuê Chi, Khổng Tú Chi
- Quyển 54 - Liệt truyện 35 Cao dật truyện - Chử Bá Ngọc・Minh Tăng Thiệu, Cố Hoan, Tang Vinh Tự, Hà Cầu, Lưu Cầu, Dữu Dịch・Tông Trắc, Đỗ Kinh Sản, Thẩm Lân Sĩ, Ngô Bao, Từ Bá Trân
- Quyển 55 - Liệt truyện 36 Hiếu nghĩa truyện –
- Quyển 56 - Liệt truyện 37 Hãnh thần truyện - Kỷ Tăng Chân, Lưu Hệ Tông, Như Pháp Lượng, Lữ Văn Hiển, Lữ Văn Độ
- Quyển 57 - Liệt truyện 38 Ngụy lỗ truyện
- Quyển 58 - Liệt truyện 39 Man, Đông Nam Di truyện - Cao Lệ, Gia La, Oa Quốc, Lâm Ấp, Phù Nam, Giao Châu
- Quyển 59 - Liệt truyện 40 - Nhuế Nhuế Lỗ, Hà Nam Thị, Đê Dương Thị, Đãng Xương truyện